# Campeonato Asiático de Atletismo em Pista Coberta de 2016
A 7ª edição do Campeonato Asiático de Atletismo em Pista Coberta foi o evento esportivo organizado pela Associação Asiática de Atletismo (AAA) no ASPIRE Dome, em Doha no Catar no período de 19 e 21 de fevereiro de 2016. Foram disputados 26 provas no campeonato, no qual participaram 267 atletas de 36 nacionalidades. Essa foi a segunda vez que a cidade de Doha no Catar sedia o evento, sendo a primeira em 2008. Ao longo da competição 13 recorde do campeonato foram batidos além de três recordes asiáticos, dentre os quais os 400 m feminino.

## Medalhistas
Masculino
| Evento                   | Ouro                                                                                               | Ouro     | Prata                                                          | Prata    | Bronze                        | Bronze        |
| 60 m                     | Hassan Taftian Irão                                                                                | 6.56     | Reza Ghasemi Irão                                              | 6.66     | Eric Cray · Filipinas         | 6.70          |
| 400 m                    | Abdelalelah Haroun · Catar                                                                         | 45.88    | Abubakar Abbas · Bahrein                                       | 46.60    | Mikhail Litvin · Cazaquistão  | 46.80         |
| 800 m                    | Musaeb Abdulrahman Balla · Catar                                                                   | 1:46.92  | Jamal Hairane · Catar                                          | 1:48.05  | Mostafa Ebrahimi Irão         | 1:48.26       |
| 1500 m                   | Mohamad Al-Garni · Catar                                                                           | 3:36.35  | Benson Seurei · Bahrein                                        | 3:37.08  | Said Aden Said · Catar        | 3:37.29       |
| 3000 m                   | Mohamad Al-Garni · Catar                                                                           | 7:39.23  | Albert Kibichii Rop · Bahrein                                  | 7:40.27  | Said Aden Said · Catar        | 7:44.69       |
| 60 m com barreiras       | Abdulaziz Al-Mandeel · Kuwait                                                                      | 7.60 ,   | Yaqoub Mohamed Al-Youha · Kuwait                               | 7.65     | Zhang Honglin · China         | 7.73          |
| Revezamento 4x400 m      | Catar · Mohamed Nasir Abbas · Baker Haydel Abdalla · Musaeb Abdulrahman Balla · Abdelalelah Haroun | 3:08.20  | Irão Reza Ghasemi Mehdi Zamani Mostafa Ebrahimi Sajjad Hashemi | 3:11.86  | Sem premiação                 | Sem premiação |
| Salto em altura          | Mutaz Essa Barshim · Catar                                                                         | 2.35 m   | Majededdin Ghazal Síria                                        | 2.28 m   | Manjula Kumara · Sri Lanka    | 2.24 m        |
| Salto com vara           | Huang Bokai · China                                                                                | 5.75 m   | Seito Yamamoto · Japão                                         | 5.60 m   | Hiroki Ogita · Japão          | 5.50 m        |
| Salto em distância       | Zhang Yaoguang · China                                                                             | 7.99 m   | Kumaravel Premkumar · Índia                                    | 7.92 m   | Chan Ming Tai · Hong Kong     | 7.85 m        |
| Salto triplo             | Roman Valiyev · Cazaquistão                                                                        | 16.69 m  | Renjith Maheshwary · Índia                                     | 16.16 m  | Rashid Al-Mannai · Catar      | 15.97 m       |
| Arremesso de peso (6 kg) | Liu Yang · China                                                                                   | 19.30 m  | Tian Zhizhong · China                                          | 18.88 m  | Om Prakash Karhana · Índia    | 18.77 m       |
| Heptatlo                 | Akihiko Nakamura · Japão                                                                           | 5831 pts | Hu Yufei · China                                               | 5745 pts | Marat Khaydarov · Uzbequistão | 5619 pts      |

Feminino
| Evento                   | Ouro                                                                             | Ouro     | Prata                                                             | Prata    | Bronze                                                                                       | Bronze   |
| 60 m                     | Viktoriya Zyabkina · Cazaquistão                                                 | 7.27     | Yuan Qiqi · China                                                 | 7.33     | Dutee Chand · Índia                                                                          | 7.37     |
| 400 m                    | Kemi Adekoya · Bahrein                                                           | 51.67 ,  | Elina Mikhina · Cazaquistão                                       | 53.85    | Quách Thị Lan · Vietname                                                                     | 55.69    |
| 800 m                    | Marta Hirpato Yota · Bahrein                                                     | 2:04.59  | Nimali Waliwarsha Arachchige · Sri Lanka                          | 2:04.88  | Tatyana Neroznak · Cazaquistão                                                               | 2:06.32  |
| 1500 m                   | Betlhem Desalegn · Emirados Árabes Unidos                                        | 4:21.65  | Tigist Belay · Bahrein                                            | 4:22.17  | Sugandha Kumari · Índia                                                                      | 4;29.06  |
| 3000 m                   | Betlhem Desalegn · Emirados Árabes Unidos                                        | 8:44.59  | Ruth Jebet · Bahrein                                              | 8:47.24  | Alia Saeed Mohammed · Emirados Árabes Unidos                                                 | 8:48.62  |
| 60 m com barreiras       | Anastasiya Soprunova · Cazaquistão                                               | 8.17     | Anastasiya Pilipenko · Cazaquistão                                | 8.17     | Valentina Kibalnikova · Uzbequistão                                                          | 8.32     |
| Revezamento 4x400 m      | Bahrein · Salwa Eid Naser · Uwaseun Yusuf Jamal · Iman Isa Jassim · Kemi Adekoya | 3:35.07  | Irão Farzaneh Fasihi Elnaz Kompani Sepideh Tavakkoli Maryam Tousi | 4:06.51  | Jordânia · Rasem Yacoub Hashem · Khattab Omar Boshnak · Sulaiman Maradat · Abdelqader Alqadi | 4:10.55  |
| Salto em altura          | Svetlana Radzivil · Uzbequistão                                                  | 1.92 m   | Nadiya Dusanova · Uzbequistão                                     | 1.88 m   | Zheng Xingjuan · China                                                                       | 1.84 m   |
| Salto com vara           | Li Ling · China                                                                  | 4.70 m , | Ren Mengqian · China                                              | 4.30 m   | Tomomi Abiko · Japão                                                                         | 4.15 m   |
| Salto em distância       | Mayookha Johny · Índia                                                           | 6.35 m   | Bui Thi Thu Thao · Vietname                                       | 6.30 m   | Olga Rypakova · Cazaquistão                                                                  | 6.22 m   |
| Salto triplo             | Olga Rypakova · Cazaquistão                                                      | 14.32 m  | Mayookha Johny · Índia                                            | 14.00 m  | Irina Ektova · Cazaquistão                                                                   | 13.48 m  |
| Arremesso de peso (6 kg) | Geng Shuang · China                                                              | 18.06 m  | Guo Tianqian · China                                              | 17.44 m  | Noora Jasim · Bahrein                                                                        | 16.26 m  |
| Pentatlo                 | Ekaterina Voronina · Uzbequistão                                                 | 4224 pts | Sepideh Tavakkoli Irão                                            | 3828 pts | Chie Kiriyama · Japão                                                                        | 3637 pts |

## Quadro de medalhas

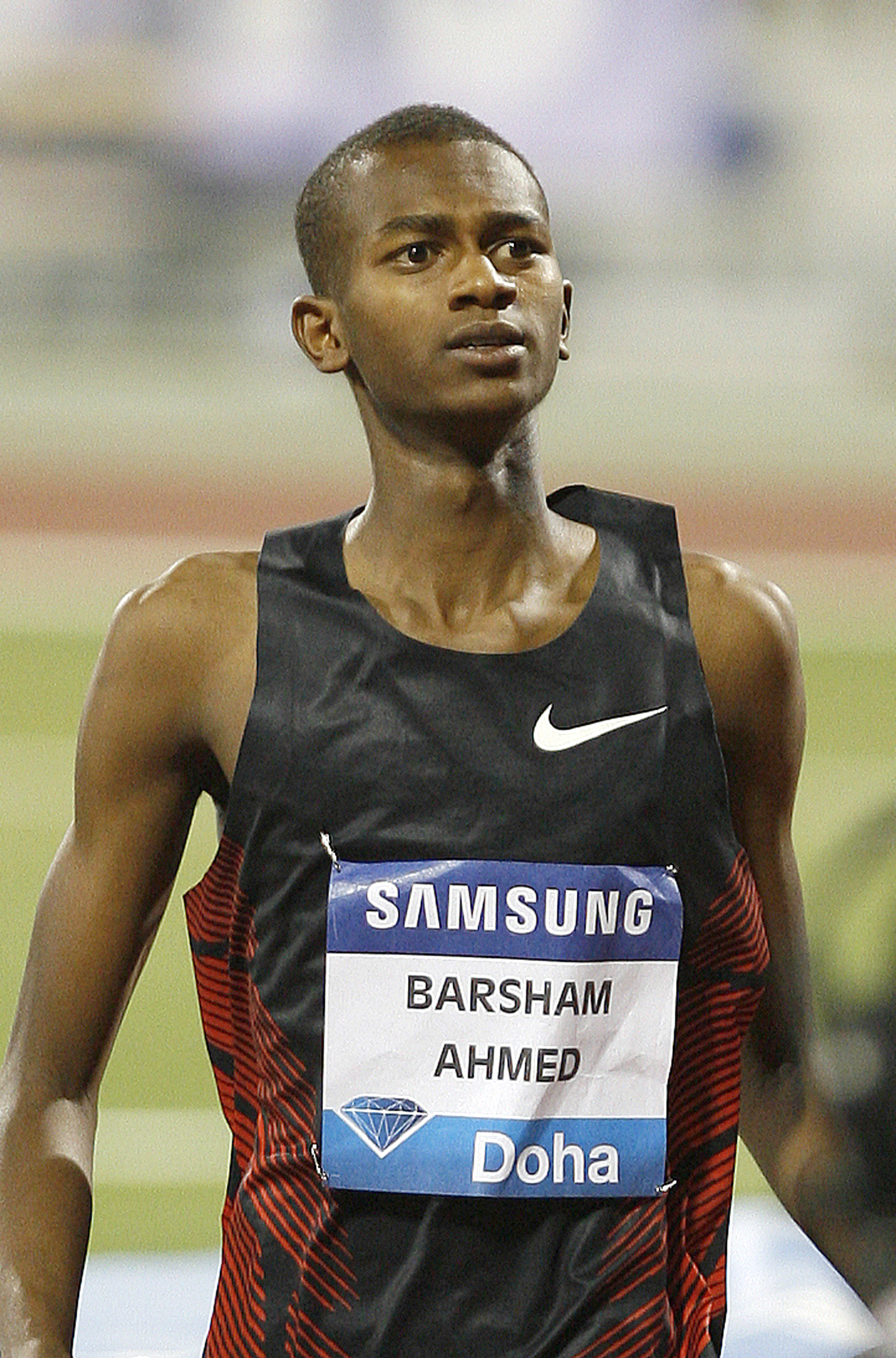
A medalha de ouro de Mutaz Essa Barshim no salto em altura ajudou o Qatar a superar o quadro geral de medalhas.

| Ordem | País                   | Ouro | Prata | Bronze |    |
| 1     | Catar                  | 6    | 1     | 3      | 10 |
| 2     | China                  | 5    | 5     | 2      | 12 |
| 3     | Cazaquistão            | 4    | 2     | 4      | 10 |
| 4     | Bahrein                | 3    | 5     | 1      | 9  |
| 5     | Uzbequistão            | 2    | 1     | 2      | 5  |
| 6     | Emirados Árabes Unidos | 2    | 0     | 1      | 3  |
| 7     | Irão                   | 1    | 4     | 1      | 6  |
| 8     | Índia                  | 1    | 3     | 3      | 7  |
| 9     | Japão                  | 1    | 1     | 3      | 5  |
| 10    | Kuwait                 | 1    | 1     | 0      | 2  |
| 11=   | Sri Lanka              | 0    | 1     | 1      | 2  |
| 11=   | Vietname               | 0    | 1     | 1      | 2  |
| 13    | Síria                  | 0    | 1     | 0      | 1  |
| 14=   | Hong Kong              | 0    | 0     | 1      | 1  |
| 14=   | Jordânia               | 0    | 0     | 1      | 1  |
| 14=   | Filipinas              | 0    | 0     | 1      | 1  |
| Total | Total                  | 26   | 26    | 25     | 77 |

## Participantes
Um total de 267 atletas de 36 nacionalidades participaram do evento.
- Afeganistão (1)
- Bahrein (17)
- China (22)
- Taipé Chinesa (2)
- Hong Kong (7)
- Índia (18)
- Indonésia (4)
- Irão (19)
- Iraque (10)
- Japão (12)
- Jordânia (5)
- Cazaquistão (15)
- Kuwait (8)
- Quirguistão (5)
- Líbano (6)
- Macau (5)
- Malásia (11)
- Maldivas (3)
- Mongólia (1)
- Omã (4)
- Paquistão (4)
- Palestina (2)
- Filipinas (7)
- Catar (21)
- Arábia Saudita (8)
- Singapura (6)
- Coreia do Sul (3)
- Sri Lanka (5)
- Síria (2)
- Tajiquistão (4)
- Tailândia (1)
- Turquemenistão (5)
- Emirados Árabes Unidos (5)
- Uzbequistão (11)
- Vietname (4)
- Iêmen (4)

Legenda
| Recorde mundial       | Recorde mundial (World record)               |                       | Recorde africano                      | Recorde africano (African) |                                           | Q | Classificado por posição (Qualified) |
| Recorde do campeonato | Recorde do campeonato (Championship record)  | Recorde da América    | Recorde da América (Americas)         | q                          | Classificado por melhor tempo (Qualified) |   |                                      |
| Melhor marca do ano   | Melhor marca do ano (World leading)          | Recorde asiático      | Recorde asiático (Asian)              | DNS                        | Não largou (Did not start)                |   |                                      |
| Recorde nacional      | Recorde nacional (National record)           | Recorde europeu       | Recorde europeu (European)            | DNF                        | Não terminou (Did not finish)             |   |                                      |
| Recorde pessoal       | Recorde pessoal do atleta (Personal best)    | Recorde da Oceania    | Recorde da Oceania (Oceania)          | DSQ / DQ                   | Desclassificado (Disqualified)            |   |                                      |
| Recorde da temporada  | Recorde da temporada do atleta (Season best) | Recorde sul-americano | Recorde sul-americano (South America) | NM                         | Sem marca (No mark)                       |   |                                      |